# Conomma pachytarsus
Conomma pachytarsus is een hooiwagen uit de familie Pyramidopidae.